# 5 000 mètres masculin aux Jeux olympiques d'été de 1976
Navigation
Munich 1972 Moscou 1980
L'épreuve du 5 000 mètres masculin aux Jeux olympiques de 1976 s'est déroulée les 28 et 30 juillet 1976 au Stade olympique de Montréal, au Canada.  Elle est remportée par le Finlandais Lasse Virén.

## Résultats

### Finale
| Rang               | Athlète                 | Pays                 | Temps          |
| ------------------ | ----------------------- | -------------------- | -------------- |
| Médaille d'or      | Lasse Virén             | Finlande             | 13 min 24 s 76 |
| Médaille d'argent  | Dick Quax               | Nouvelle-Zélande     | 13 min 25 s 16 |
| Médaille de bronze | Klaus-Peter Hildenbrand | Allemagne de l'Ouest | 13 min 25 s 38 |
| 4                  | Rod Dixon               | Nouvelle-Zélande     | 13 min 25 s 50 |
| 5                  | Brendan Foster          | Royaume-Uni          | 13 min 26 s 19 |
| 6                  | Willy Polleunis         | Belgique             | 13 min 26 s 99 |
| 7                  | Ian Stewart             | Royaume-Uni          | 13 min 27 s 65 |
| 8                  | Aniceto Simões          | Portugal             | 13 min 29 s 38 |
| 9                  | Knut Kvalheim           | Norvège              | 13 min 30 s 33 |
| 10                 | Detlef Uhlemann         | Allemagne de l'Ouest | 13 min 31 s 07 |
| 11                 | Enn Sellik              | Union soviétique     | 13 min 36 s 72 |
| 12                 | Paul Geis               | États-Unis           | 13 min 42 s 51 |
| 13                 | Pekka Päivärinta        | Finlande             | 13 min 46 s 61 |
| -                  | Boris Kuznetsov         | Union soviétique     | DNF            |

## Légende
Records et Performances
- AR : Record continental (area record)
- CR : Record des championnats (championship record)
- MR : Record du meeting (meet record)
- NR : Record national (national record)
- OR : Record olympique (olympic record)
- PR : Record paralympique (paralympic record)
- PB : Record personnel (personal best)
- SB : Meilleure performance personnelle de la saison (season's best)
- WL : Meilleure performance mondiale de l'année (world leader)
- WJR : Record du monde junior (world junior record)
- WR : Record du monde (world record)

Circonstances et Conditions
- DNF : N'a pas terminé (did not finish)
- DNS : N'a pas pris le départ (did not start)
- DQ : Disqualification (disqualification)
- NM : Aucun essai valable enregistré (No Mark)
- Q : Qualifié « directement » au prochain tour (ou à la prochaine compétition), lors d'une compétition majeure, grâce au classement ou à la réalisation des minima (automatic qualifier)
- q : Qualifié au prochain tour (ou à la prochaine compétition), lors d'une compétition majeure, grâce au repêchage ou à la réalisation de l'une des meilleures performances parmi celles des « non qualifiés directement » (grâce au meilleur temps ou à la meilleure distance par exemple) (secondary qualifier)